# Море та літо
Море та літо (англ. The Sea and Summer) - роман Джорджа Тернера. У 1988 році він здобув премію Артура Кларка